# Ilyodon
Ilyodon is een geslacht van straalvinnige vissen uit de familie van de levendbarende tandkarpers (Goodeidae).

## Soorten
- Ilyodon cortesae Paulo-Maya & Trujillo-Jiménez, 2000
- Ilyodon furcidens (Jordan & Gilbert, 1882)
- Ilyodon lennoni Meyer & Förster, 1983
- Ilyodon whitei (Meek, 1904)
- Ilyodon xantusi (Hubbs & Turner, 1939)